# 環日本海

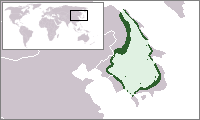
緑色の部分が環日本海地域

環日本海（かんにほんかい）は、日本海を取り囲む地域を指す名称。日本海に面する諸国の都市の間の政治・経済・文化交流を深めようとする環日本海構想から生まれた名称である。
日本、韓国、北朝鮮、ロシアの日本海に面する地域、とりわけ日本ではかつて裏日本と呼ばれて発展に乗り遅れていた地域が中心となっており、全体的に日本側が積極的に推進している。これには今後発展の見込まれる新興国であるロシア、韓国、中国との経済関係を強化することで、日本海側の諸府県がこれらの国々への玄関口となり経済的利益を得ようという思惑もある。
日本海に面する韓国の慶尚北道、江原特別自治道、ロシアの沿海地方、中国の東北部などは経済的に各国の中心地から離れており苦しい立場にあり、ともに経済交流を強めてアジアの中心へと浮上したいという利害が一致している。ただし、環日本海諸国間の歴史的・政治的な反目や、とりわけ羅先特級市などの経済特区をかかげながら一向に経済改革が進まず、逆にこの地域の軍事的緊張やリスクを高めている北朝鮮の存在が、環日本海地域一体化へのネックとなっている。
韓国、北朝鮮のように「日本海」の名称を拒む国もあるため、代わりに「北東アジア（東北アジア）」などという名称でこれらの国々の連絡会議が行われることもある。